# پل آبگینه
پل آبگینه، روستایی است از توابع بخش مرکزی شهرستان کازرون در استان فارس این روستا مرکزیت روستاها همجوار خود از جمله روستای احمداباد - پوزه بادی - زوالی - شهرنجان - حاجی اباد - ایاز اباد - کرایی و دیگر روستاهای همجار هست که این روستاها را به اسم‌پل ابگینه میشناسند].

## جمعیت
این روستا در دهستان بلیان قرار داشته و بر اساس آخرین سرشماری مرکز آمار ایران که در سال ۱۳۸۵ صورت گرفته، جمعیت آن ۸۶۰ نفر (۱۷۹ خانوار) بوده‌است. روستای پل آبگینه در مرکزیت روستاهای همجوار خود از جمله روستای احمداباد - پوزه بادی - زوالی - شهرنجان - حاجی اباد - ایاز اباد - کرایی و دیگر روستاهای همجوار هست که این روستاها را به اسم‌پل ابگینه میشناسند].